# هنین
هنین (به عربی: هنین) یک شهرداری در الجزایر است که در استان تلمسان واقع شده‌است. هنین ۵٬۴۰۸ نفر جمعیت دارد.

## نگارخانه

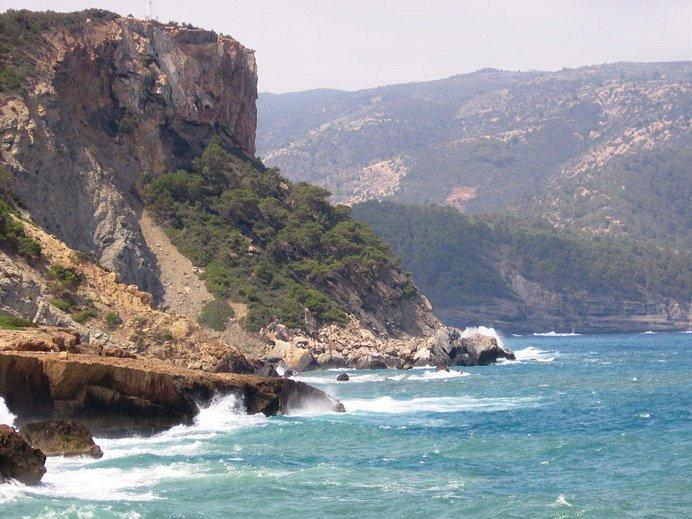
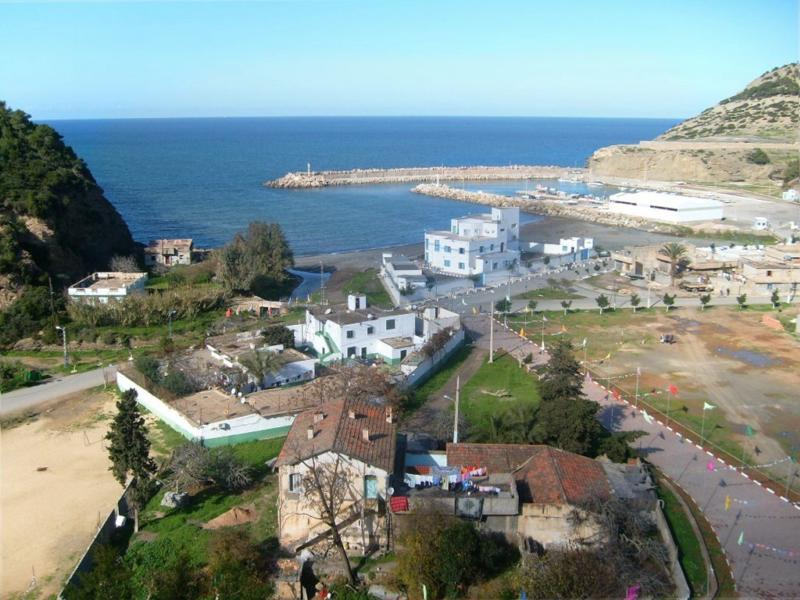
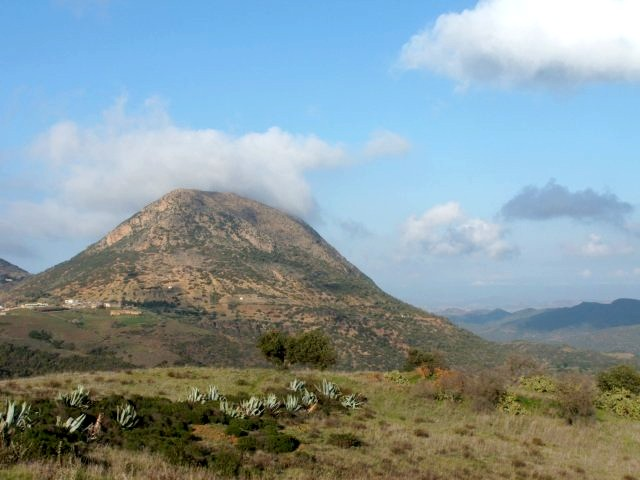
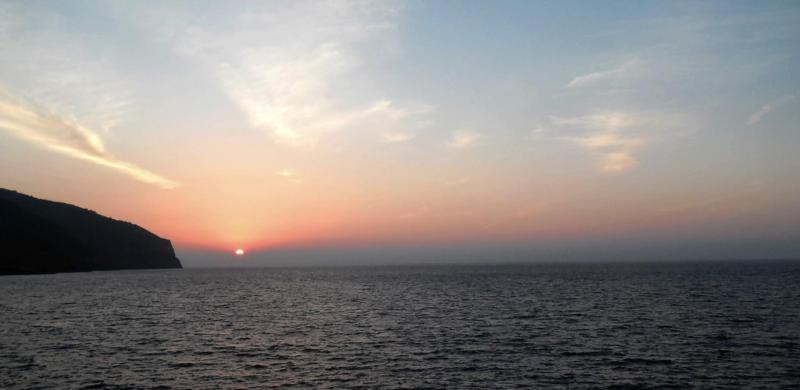